# Dragon's Run
Pour les articles homonymes, voir Time machine.
Dragon's Run est un parcours de montagnes russes assises situé à Dragon Park (en), au Viêt Nam. Il était implanté à l'origine dans le parc américain Freestyle Music Park (anciennement Hard Rock Park), situé à Myrtle Beach, en Caroline du Sud.

## Histoire

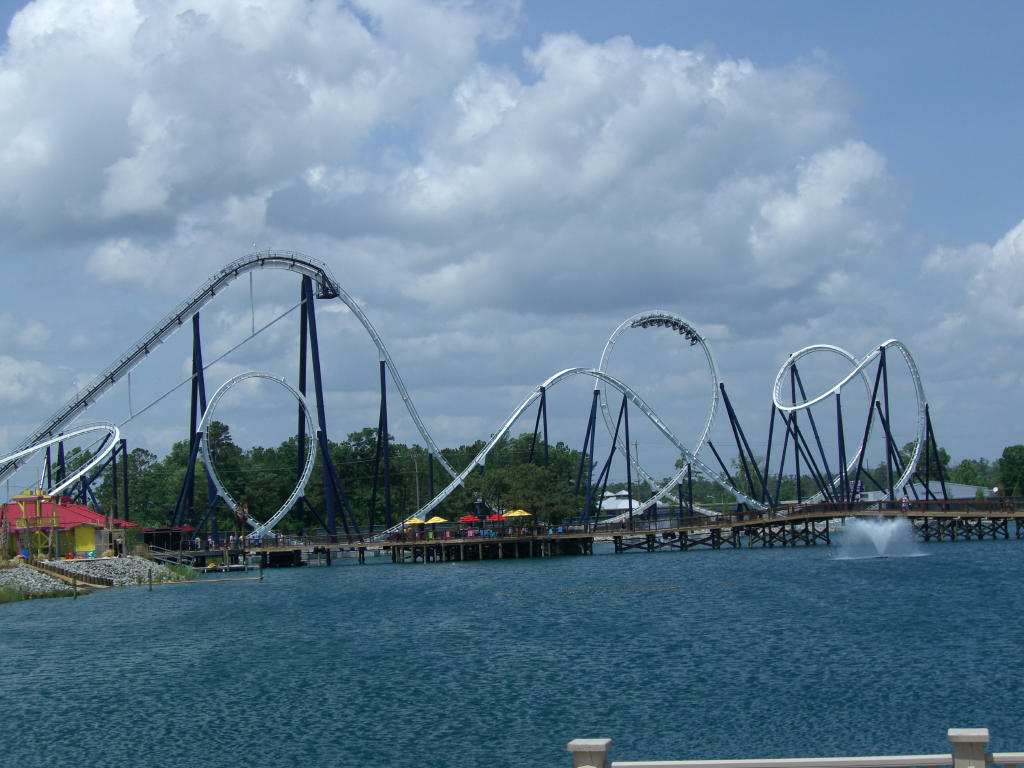
Led Zeppelin - The Ride au Hard Rock Park.

Construite par Bolliger & Mabillard, l'attraction ouvre sous le nom Led Zeppelin - The Ride le 15 avril 2008 en même temps que le parc Hard Rock Park. En septembre 2008, ce dernier dépose le bilan, seulement après quelques mois de fonctionnement. En février 2009, FPI MB Entertainment LLC le rachète et le renomme Freestyle Music Park. Il en profite pour renommer les attractions du parc dont Led Zeppelin - The Ride qui devient Time Machine. Il rouvre officiellement le 23 mai 2009. Confronté également à de nombreuses dettes, Freestyle Music Park ferme ses portes le 27 septembre 2009 et ne les ouvre pas — comme il était prévu — en 2010.
De 2010 au mois d'août 2014, le circuit de montagnes russes reste sur le site et, comme celui-ci, n'est pas exploité. L'attraction est mise en vente en 2013 sur www.italintl.com tout comme d'autres manèges de Freestyle Music Park. En 2014, Time Machine est acheté par un parc vietnamien. L'attraction est relocalisée par après dans la province de Quảng Ninh au Viêt Nam à Dragon Park (en) dont l'ouverture a lieu le 25 janvier 2017.

## Le circuit
Le train s'engage d'abord dans un lift de 45 mètres de haut. La première descente est suivie d'un looping vertical à gauche, de 36,6 mètres. Puis le Cobra Roll de 29 mètres vers la droite fait faire demi-tour. ensuite, le train entame un Zero-G roll de 22,9 mètres vers la gauche, et un looping vertical vers la gauche. Ensuite, le train effectue un hélix montant vers la droite, suivi d'une descente, d'une montée et zone de freins. Puis, un autre hélix descendant vers la droite, et le tire-bouchon vers la gauche. Dernier hélix montant vers la droite et enfin, la zone de freinage finale, jusqu'au retour en station.

## Statistiques
- Trains : 8 wagons par train doté de système audio intégré. Les passagers sont placés par 4 de front par wagon pour un total de 32 passagers par train.
- Longueur : 1 139,3 m
- Hauteur : 45,7 m
- Inversions : 6
- Vitesse : 104,6 km/h